# ريفو (مسلسل)
ريفو هو مسلسل دراما مصري من إخراج يحيي إسماعيل وبطولة أمير عيد، ملك الحسيني، تامر هاشم، صدقي صخر، سارة عبد الرحمن وركين سعد، صدر المسلسل على منصة واتش إت في 2 يونيو 2022.

## نبذه
تسعى مريم حسن فخر الدين لإكتشاف حقيقة علاقة والدها المؤلف الكبير بفرقة ريڤو الموسيقية التي ذاع صيتها في التسعينيات وتكتشف ان هناك سرا اخفاه طوال السنوات الماضية.

## طاقم العمل
- محسن محي الدين بدور حسن فخر الدين
- أمير عيد بدور شادي
- ملك الحسيني بدور سارة
- تامر هاشم بدور ماجد جورج
- صدقي صخر بدور مروان سامي
- سارة عبد الرحمن بدور ياسمين رحمي
- ركين سعد بدور مريم
- عمرو جمال بدور أدهم السلكاوي
- يوسف حشيش بدور معتصم